# James Blake
James Riley Blake (Yonkers, New York, 1979. december 28. –) amerikai hivatásos teniszező. Grand Slam-tornákon eddigi legjobb eredménye a negyeddöntő volt: kétszer a hazai US Openen, egyszer az Ausztrál Openen. Pályafutásának egyik legnagyobb sikere, hogy 2006-ban bejutott az évzáró Tennis Masters Cup döntőjébe, ahol azonban Roger Federer három szettben legyőzte. Ekkor érte el eddigi legmagasabb világranglista-helyezését is: 2006-ot a 4. helyen zárta. Legjobban a kemény borítást kedveli, 10 ATP-tornagyőzelmét ilyen talajon szerezte. Karrierje során még nem adott fel mérkőzést, ezt rajta kívül csak Federer mondhatja el magáról.

## ATP döntői

### Egyéni

#### Győzelmei (10)
| Összesítés                                            | Összesítés |
| ----------------------------------------------------- | ---------- |
| Grand Slam-torna                                      | (0)        |
| ATP World Tour Masters 1000 / ATP Masters Series      | (0)        |
| ATP World Tour 500 Series / International Series Gold | (0)        |
| ATP World Tour 250 Series / International Series      | (10)       |
| ATP World Tour Finals / Tennis Masters Cup            | (0)        |

|    | Dátum               | Torna                                       | Borítás | Ellenfél a döntőben  | Eredmény a döntőben |
| 1  | 2002. augusztus 12. | Legg Mason Tennis Classic, Washington, D.C. | Kemény  | Pharadon Szricsaphan | 1-6, 7-6(5), 6-4    |
| 2  | 2005. augusztus 22. | Pilot Pen Tennis, New Haven                 | Kemény  | Feliciano López      | 3-6, 7-5, 6-1       |
| 3  | 2005. október 10.   | Stockholm Open, Stockholm                   | Kemény  | Pharadon Szricsaphan | 6-1, 7-6(6)         |
| 4  | 2006. január 14.    | Medibank International, Sydney              | Kemény  | Igor Andrejev        | 6-2, 3-6, 7-6(3)    |
| 5  | 2006. március 5.    | Tennis Channel Open, Las Vegas              | Kemény  | Lleyton Hewitt       | 7-5, 2-6, 6-3       |
| 6  | 2006. július 23.    | Indianapolis TC, Indianapolis               | Kemény  | Andy Roddick         | 4-6, 6-4, 7-6(5)    |
| 7  | 2006. október 10.   | Thailand Open, Bangkok                      | Kemény  | Ivan Ljubičić        | 6-3, 6-1            |
| 8  | 2006. október 15.   | Stockholm Open, Stockholm                   | Kemény  | Jarkko Nieminen      | 6-4, 6-2            |
| 9  | 2007. január 13.    | Medibank International, Sydney              | Kemény  | Carlos Moyà          | 6-3, 5-7, 6-1       |
| 10 | 2007. augusztus 25. | Pilot Pen Tennis, New Haven                 | Kemény  | Mardy Fish           | 7-5, 6-4            |

#### Elvesztett döntői (14)
|    | Dátum               | Torna                                        | Borítás          | Ellenfél a döntőben  | Eredmény a döntőben |
| 1  | 2002. február 18.   | Regions Morgan Keegan Championships, Memphis | Kemény           | Andy Roddick         | 4-6, 6-3, 5-7       |
| 2  | 2002. augusztus 7.  | Campbell's Hall of Fame TC, Newport          | Fű               | Taylor Dent          | 1-6, 6-4, 4-6       |
| 3  | 2003. augusztus 18. | TD Waterhouse Cup, Long Island               | Kemény           | Pharadon Szricsaphan | 2-6, 4-6            |
| 4  | 2005. augusztus 1.  | Legg Mason Tennis Classic, Washington, D.C.  | Kemény           | Andy Roddick         | 5-7, 3-6            |
| 5  | 2006. március 19.   | Indian Wells Masters, Indian Wells           | Kemény           | Roger Federer        | 5-7, 3-6, 0-6       |
| 6  | 2006. június 18.    | Queen's Club Championships, London           | Fű               | Lleyton Hewitt       | 4-6, 4-6            |
| 7  | 2006. november 19.  | Tennis Masters Cup, Sanghaj                  | Szőnyeg (fedett) | Roger Federer        | 0-6, 3-6, 4-6       |
| 8  | 2007. február 4.    | Delray Beach ITC, Delray Beach               | Kemény           | Xavier Malisse       | 7-5, 4-6, 4-6       |
| 9  | 2007. július 22.    | Countrywide Classic, Los Angeles             | Kemény           | Radek Stepanek       | 6-7(7), 7-5, 2-6    |
| 10 | 2007. augusztus 19. | Cincinnati Masters, Cincinnati               | Kemény           | Roger Federer        | 1-6, 4-6            |
| 11 | 2008. február 17.   | Delray Beach ITC, Delray Beach               | Kemény           | Nisikori Kei         | 6-3, 1-6, 6-4       |
| 12 | 2008. április 14.   | U.S. Men's Clay Court Championships, Houston | Salak            | Marcel Granollers    | 4-6, 6-1, 5-7       |
| 13 | 2009. május 11.     | Estoril Open, Estoril                        | Salak            | Albert Montañés      | 7-5, 6-7(6), 0-6    |
| 14 | 2009. június 14.    | AEGON Championships, London                  | Fű               | Andy Murray          | 5-7, 4-6            |

### Páros

#### Győzelmei (7)
|   | Dátum              | Torna                                                         | Borítás | Partner       | Ellenfelek a döntőben               | Eredmény a döntőben |
| 1 | 2002. augusztus 5. | Cincinnati Masters, Cincinnati                                | Kemény  | Todd Martin   | Mahesh Bhupathi / Makszim Mirni     | 7-5, 6-3            |
| 2 | 2003. március 3.   | Franklin Templeton Tennis Classic, Scottsdale                 | Kemény  | Mark Merklein | Lleyton Hewitt / Mark Philippoussis | 6-4, 6-7(2), 7-6(5) |
| 3 | 2004. február 9.   | SAP Open, San José                                            | Kemény  | Mardy Fish    | Rick Leach / Brian MacPhie          | 6-2, 7-5            |
| 4 | 2004. április 12.  | U.S. Men's Clay Court Championships, Houston                  | Salak   | Mardy Fish    | Rick Leach / Brian MacPhie          | 6-3, 6-4            |
| 5 | 2004. április 26.  | BMW Open, München                                             | Salak   | Mark Merklein | Julian Knowle / Nenad Zimonjic      | 7-6, 7-6            |
| 6 | 2012. április 15.  | U.S. Men's Clay Court Championships, Houston                  | Salak   | Sam Querrey   | Treat Conrad Huey / Dominic Inglot  | 7-6, 6-4            |
| 7 | 2013. március 3.   | Delray Beach International Tennis Championships, Delray Beach | Kemény  | Jack Sock     | Makszim Mirni / Horia Tecău         | 6-4, 6-4            |

#### Elvesztett döntői (3)
|   | Dátum             | Torna                                              | Borítás         | Partner      | Ellenfelek a döntőben        | Eredmény a döntőben |
| 1 | 2006. február 20. | Regions Morgan Keegan Championships, Memphis       | Kemény          | Mardy Fish   | Chris Haggard / Ivo Karlovic | 6-0, 5-7, 5-10      |
| 2 | 2007. október 22. | Davidoff Swiss Indoors, Bázel                      | Kemény (fedett) | Mark Knowles | Bob Bryan / Mike Bryan       | 1-6, 1-6            |
| 3 | 2013. február 24. | U.S. National Indoor Tennis Championships, Memphis | Kemény          | Jack Sock    | Bob Bryan / Mike Bryan       | 1-6, 2-6            |

## Eredményei Grand Slam-tornákon
| Grand Slam | Australian Open | Australian Open             | Roland Garros | Roland Garros      | Wimbledon | Wimbledon           | US Open   | US Open         |
| Év         | Eredmény        | Utolsó ellenfél             | Eredmény      | Utolsó ellenfél    | Eredmény  | Utolsó ellenfél     | Eredmény  | Utolsó ellenfél |
| 2000       | -               | -                           | -             | -                  | -         | -                   | 1.kör     | Chris Woodruff  |
| 2001       | -               | -                           | -             | -                  | -         | -                   | 2.kör     | Lleyton Hewitt  |
| 2002       | 2.kör           | Stefan Koubek               | 2.kör         | Sébastien Grosjean | 2.kör     | Richard Krajicek    | 3.kör     | Lleyton Hewitt  |
| 2003       | 4.kör           | Rainer Schüttler            | 2.kör         | Ivan Ljubicic      | 2.kör     | Sargis Sargsian     | 3.kör     | Roger Federer   |
| 2004       | 4.kör           | Marat Szafin                | -             | -                  | -         | -                   | -         | -               |
| 2005       | 2.kör           | Lleyton Hewitt              | 2.kör         | Stanislas Wawrinka | 1.kör     | Jan Hernych         | 1/4 döntő | Andre Agassi    |
| 2006       | 3.kör           | Tommy Robredo               | 3.kör         | Gael Monfils       | 3.kör     | Makszim Mirni       | 1/4 döntő | Roger Federer   |
| 2007       | 4.kör           | Fernando González Ciuffardi | 1.kör         | Ivo Karlovic       | 3.kör     | Juan Carlos Ferrero | 4.kör     | Tommy Haas      |
| 2008       | 1/4 döntő       | Roger Federer               | 2.kör         | Ernests Gulbis     | 2.kör     | Rainer Schüttler    | 3.kör     | Mardy Fish      |
| 2009       | 4.kör           | Jo-Wilfried Tsonga          | 1.kör         | Leonardo Mayer     | 1.kör     | Andreas Seppi       | 3.kör     | Tommy Robredo   |
| 2010       | 2.kör           | Juan Martin Del Potro       | -             | -                  | 1.kör     | Robin Haase         | 3.kör     | Novak Đoković   |
| 2011       | -               | -                           | -             | -                  | 1.kör     | Márkosz Pagdatísz   | 2.kör     | David Ferrer    |
| 2012       | -               | -                           | 1.kör         | Mihail Juzsnij     | 1.kör     | Benjamin Becker     | 3.kör     | Miloš Raonić    |
| 2013       | -               | -                           | -             | -                  | -         | -                   | -         | -               |

## Év végi világranglista-helyezései
| Év       | 1998 | 1999 | 2000 | 2001 | 2002 | 2003 | 2004 | 2005 | 2006 | 2007 | 2008 | 2009 | 2010 | 2011 |
| Helyezés | 682  | 220  | 212  | 73   | 28   | 37   | 97   | 23   | 4    | 13   | 10   | 44   | 135  | 59   |